# Alex Morgan
Alexandra Patricia Morgan Carrasco, mais conhecida como Alex Morgan (Diamond Bar, 2 de julho de 1989) é uma ex-futebolista norte-americana que atuava como atacante. Ela foi co-capitã da seleção dos Estados Unidos com Carli Lloyd e Megan Rapinoe de 2018 a 2020 e com Lindsey Heaps em 2023.

## Carreira
Alex Morgan despontou como a maior promessa do futebol feminino nos Estados Unidos. Começou jogando na Universidade da Califórnia em Berkeley como estudante.
Em 14 de janeiro de 2011, Morgan acertou com o Western New York Flash, assim ela fez história ao se tornar a primeira jogadora da California Golden Bears a jogar numa equipe de futebol profissional dos Estados Unidos.
No dia 27 de fevereiro foi anunciado pela equipe feminina do Seattle Sounders, trocando a cidade de Nova York por Seattle.
Em 2013 Morgan assinou com o Portland Thorns FC, onde acabou vencendo a liga feminina de futebol National Women's Soccer League (NWSL).
Em 2016, acertou com o Orlando Pride. Em 20 de dezembro de 2016, foi emprestada ao Lyon, da França, por seis meses. Em sua estreia, contra o Guingamp, deu duas assistências na vitória do Lyon por 3 a 0. Na equipe francesa, conquistou tanto o Campeonato Frânces quanto a Copa da França de Futebol Feminino.
Em 1 de junho de 2017, conquistou a Liga dos Campeões de Futebol Feminino da UEFA após vitória nos pênaltis contra o Paris Saint-Germain.
Em 12 de setembro de 2020, assinou com o Tottenham.
Para a temporada de 2022, assinou com o San Diego Wave FC.
A Fifa anunciou em 10 de fevereiro de 2023, as três finalistas ao prêmio The Best de melhor jogadora do ano de 2022. Alex é uma delas.

## Seleção

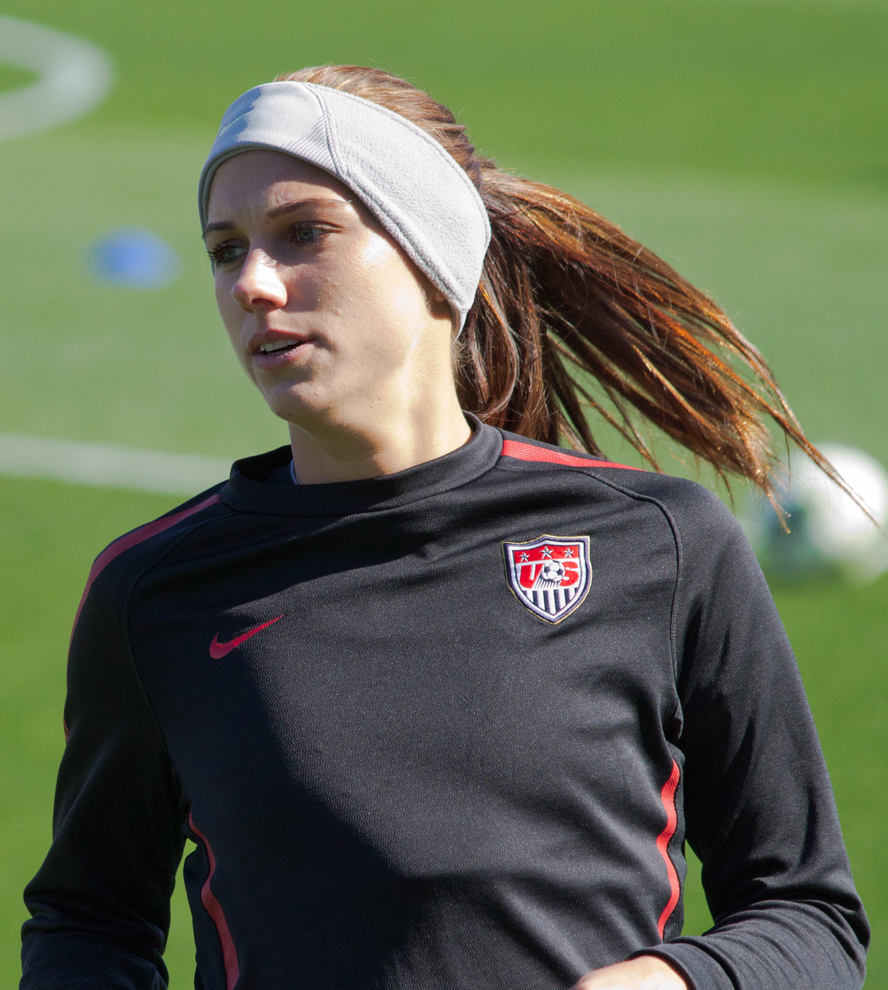
Morgan com a seleção feminina dos Estados Unidos em 2012

Devido a uma lesão em 2007, Morgan não foi chamada para treinar com a Seleção Norte-Americana Sub-20 até abril de 2008. Seu primeiro jogo pela Seleção Sub-20 foi em Puebla, no México, onde marcou seu primeiro gol internacional contra Cuba.
Morgan foi chamada para disputar o Mundial Feminino Sub-20 de 2008, no Chile, onde marcou quatro gols no torneio contra a França, Argentina e Coréia do Norte, seu último gol marcado contra a Coréia do Norte foi posteriormente eleito o gol mais bonito do torneio, e mais tarde, o segundo melhor do ano pela FIFA. O desempenho de Morgan no campo lhe rendeu a Chuteira de Bronze como a terceira melhor marcadora do torneio e a segunda melhor jogadora do torneio, ficando atrás de sua companheira Sydney Leroux.
Em 2011, foi convocada para disputar a Copa do Mundo de Futebol Feminino de 2011, na Alemanha. No dia 13 de julho, marcou seu primeiro gol numa Copa do Mundo aos 82 minutos,  na semifinal contra a França, na vitória dos Estados Unidos por 3–1.[carece de fontes?]
Na final do Copa do Mundo Feminina de Futebol, contra o Japão, Alex foi um dos principais destaques, entrando no segundo tempo regulamentar, e com apenas 5 minutos jogando, ela chutou na trave. Mas além disso fez o primeiro gol da final e ainda deu assistência para o segundo gol dos EUA (Abby Wambach de cabeça), porém as japonesas empataram o jogo em 2–2, e as nipônicas venceram nos pênaltis por 3–1.[carece de fontes?]
Em 2012, Morgan foi convocada para os Jogos Olímpicos. Na fase de grupos, em que os Estados Unidos venceram as três partidas, Morgan marcou dois gols contra a França, deu uma assistência a gol para Megan Rapinoe contra a Colômbia e outra assistência para Abby Wambach contra a Coreia do Norte.
Na fase eliminatória, Morgan novamente deu outra assistência para Wambach abrir a vitória por 2–0 sobre a Nova Zelândia nas quartas de final. Na semifinal, Morgan marcou o gol da vitória na partida contra o Canadá no tempo extra, colocando os Estados Unidos para disputar a medalha de ouro contra o Japão. Na final, no dia 9 de agosto, venceram as nipônicas por 2–1. Morgan deu uma assistência para a cabeçada de Carli Lloyd. Ela terminou o torneio com três gols e cinco assistências.[carece de fontes?]
No final de novembro de 2012, foi indicada pela Fifa para a final do prêmio Bola de Ouro da FIFA, junto com a brasileira Marta e a estadunidense Abby Wambach.[carece de fontes?]
Em 2015 conquistou a Copa do Mundo de Futebol Feminino, no Canadá, após vencer o Japão na grande final por 5–2.[carece de fontes?]
Na estreia na Copa do Mundo de Futebol Feminino de 2019, marcou cinco gols na vitória por 13–0 sobre a Tailândia, na maior goleada da história das Copas do Mundo. Após quatro jogos sem marcar, fez o gol da vitória dos Estados Unidos por 2–1 na semifinal contra a Inglaterra, conquistando o título após vitória por 2–0 sobre a Holanda. Também terminou como artilheira da Copa do Mundo com 6 gols, ao lado de sua companheira de equipe Megan Rapinoe e da inglesa Ellen White.

## Títulos
Western New York Flash
- Liga de futebol feminino dos Estados Unidos: 2011

Portland Thorns
- National Women's Soccer League: 2013

Lyon
- Liga dos Campeões de Futebol Feminino da UEFA: 2016–17
- Campeonato Frânces de Futebol Feminino: 2016–17
- Copa da França de Futebol Feminino: 2016–17

Seleção Norte-Americana
- Copa do Mundo de Futebol Feminino: 2015, 2019
- Jogos Olímpicos - medalha de ouro (Londres 2012)
- Copa do Mundo de Futebol Feminino Sub-20: 2008
- Campeonato Feminino da CONCACAF: 2014, 2018, 2022
- Torneio das Quatro Nações: 2011
- Algarve Cup: 2011, 2013, 2015
- SheBelieves Cup: 2016, 2018, 2021, 2022

### Campanhas de destaque
- Vice-campeã da Copa do Mundo de Futebol Feminino: 2011

### Prêmios individuais
- Bola de Prata da Copa do Mundo de Futebol Feminino Sub-20: 2008
- Chuteira de Bronze da Copa do Mundo de Futebol Feminino Sub-20: 2008
- Chuteira de Prata da Algarve Cup: 2011
- 3º lugar do FIFA Ballon d'Or: 2012
- Jogadora do Ano da CONCACAF: 2013, 2016, 2017, 2018
- Melhor jogadora e artilheira da SheBelieves Cup: 2016[24]
- Artilheira do Campeonato Feminino da CONCACAF: 2018
- Chuteira de Ouro da Copa do Mundo de Futebol Feminina de 2019 - 6 gols
- 2º lugar do FIFA The Best: 2019 e 2022
- FIFPro Women's World XI: 2019, 2021, 2022 e 2023